# Franz Julius Ferdinand Meyen

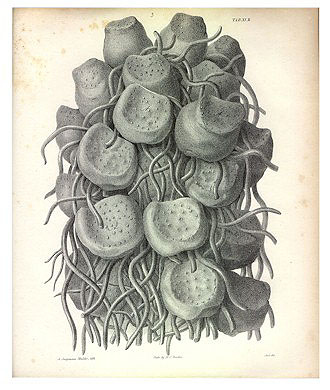
Ilustração extraída de Über die neuesten Fortschritte der Anatomie und Physiologie der Gewächse (1834)

Franz Julius Ferdinand Meyen (Tilsit, 28 de junho de 1804 — Berlim, 2 de setembro de 1840) foi um médico, botânico e zoólogo que se distinguiu no campo da anatomia vegetal e da taxonomia.

## Biografia
Meyen nasceu na antiga cidade prussiana de Tilsit (hoje Sovetsk, Kaliningrad). Em 1830 publicou Phytotomie, a primeira grande revisão moderna dos conceitos da anatomia vegetal.
Entre 1823 e 1826 estudou medicina na Universidade de Berlim, passando depois a trabalhar como cirurgião militar no Hospital Charité de Berlim. Em 1834 foi nomeado professor auxiliar de Botânica em Berlim. With Heinrich Friedrich Link, he was co-editor of the journal "Jahresberichte über die Arbeiten für physiologische Botanik" (1837-1839).
Entre 1830 e 1832 participou na expedição científica à América do Sul a bordo da escuna mercante prussiana Princess Louise, visitando o Peru e a Bolívia, descrevendo espécies então novas para a ciência, entre as quais o pinguim-de-humboldt (Spheniscus humboldti). Esta viagem foi a segunda circum-navegação realizada por este navio, iniciando-se em Hamburgo a 8 de setembro de 1830 e terminando em Cuxhaven a 19 de abril de 1832. O navio tinha como capitão Johann Wilhelm Wendt (1802-1847). Nesta viagem, a tripulação incluía Meyn como médico e naturalista. O navio levou até ao Chile o naturalista e explorador prussiano Bernhard Eunom Philippi, comissário colonial do governo chileno e iniciador da onda de imigração alemã que no no século XIX se dirigiu ao sul do Chile.
Faleceu em Berlim em 1840.
O género de plantas com flor Meyenia foi assim designado em sua honra.
O seu nome é o epónimo das seguintes designações científicas:
- Andropogon meyenianus Steud.[4]
- Anisophyllum meyenianum Klotzsch & Garcke[5]
- Arundina meyenii Rchb.f.
- Baumea meyenii Kunth
- Chamaesyce meyeniana (Klotzsch) Croizat[6]
- Cheilanthes meyeniana C.Presl[7]
- Diplostephium meyenii Wedd.
- Haplopappus meyenii Walp.
- Lepidium meyenii Walp.
- Nassella meyeniana (Trin. & Rupr.) Parodi[8]
- Poa meyenii Nees
- Polygonum meyenii K.Koch
- Polypodium meyenianum (Schott) Hook.[9]
- Stachys meyenii Walp.

## Obras
Entre muitas outras, é autor das seguintes obras:
- Anatomisch-physiologische Untersuchungen über den Inhalt der Pflanzenzellen, Berlin 1828.
- Phytotomie, Berlin 1830.
- Ueber die Secretions-Organe der Pflanzen. Berlin: Morin [parte de: Müller Library], 1837.
- Reise um die Erde, Berlin 1834-1835.
- Grundriss der Pflanzengeographie mit ausführlichen Untersuchungen über das Vaterland, den Anbau und den Nutzen der vorzüglichsten Culturpflanzen, welche den Wohlstand der Völker begründen. Berlin, Haude und Spenersche Buchhandlung. 478 pp. 1836.
- Neues System der Pflanzenphysiologie, três vols. Berlin 1837-1839 vol. 1 vol. 2 vol. 3.
- Jahresbericht über die Resultate der Arbeiten im Felde der physiologischen Botanik von dem Jahre 1837, Berlin: Nicolai'sche Buchhandlung, 1838.
- Jahresbericht über die Resultate der Arbeiten im Felde der physiologischen Botanik von dem Jahre 1838, Berlin: Nicolai'sche Buchhandlung, 1839.